# Список электростанций Кении
Здесь перечислены действующие и планируещиеся кенийские электростанции.

## Геотермальные электростанции
| Название     | Мощность (МВт) | Географические координаты       | Состояние   |
| ------------ | -------------- | ------------------------------- | ----------- |
| Олкария I    | 185            | 0°53′36″ ю. ш. 36°18′30″ в. д.  | Работает    |
| Олкария II   | 105            | 0°51′49″ ю. ш. 36°18′00″ в. д.  | Работает    |
| Олкария III  | 110            | 0°52′30″ ю. ш. 36°18′00″ в. д.  | Работает    |
| Олкария IV   | 140            | 0°51′49″ ю. ш. 36°18′00″ в. д.  | Работает    |
| Олкария V    | 140            | 0°51′49″ ю. ш. 36°18′00″ в. д.  | Строится    |
| Акиира 1     | 70             | 00°56′00″ ю. ш. 36°18′00″ в. д. | Планируется |
| Мененгай I   | 35             | 00°11′35″ ю. ш. 36°04′12″ в. д. | Строится    |
| Мененгай II  | 35             | 00°11′46″ ю. ш. 36°03′47″ в. д. | Строится    |
| Мененгай III | 35             | 00°11′43″ ю. ш. 36°04′54″ в. д. | Строится    |

## Гидроэлектростанции
| Электростанция  | Тип           | Мощность (МВт) | Вошла в строй | Географические координаты       |
| --------------- | ------------- | -------------- | ------------- | ------------------------------- |
| ГЭС Гитару      | Водохранилище | 225            | 1999          | 00°47′43″ ю. ш. 37°45′09″ в. д. |
| ГЭС Киамбере    | Водохранилище | 165            | 1988          |                                 |
| ГЭС Киндарума   | Водохранилище | 72             | 1968          | 00°48′38″ ю. ш. 37°48′46″ в. д. |
| ГЭС Масинга     | Водохранилище | 40             | 1981          | 00°53′21″ ю. ш. 37°35′40″ в. д. |
| ГЭС Гого        | Водохранилище | 2.0            | 1957          |                                 |
| ГЭС Камбуру     | Водохранилище | 93             | 1974          | 00°48′21″ ю. ш. 37°41′08″ в. д. |
| ГЭС Меско       | Водохранилище | 0.4            | 1930          |                                 |
| ГЭС Ндула       | Водохранилище | 2.0            | 1924          | 01°01′35″ ю. ш. 37°14′36″ в. д. |
| ГЭС Сагана      | Водохранилище | 1.5            | 1956          |                                 |
| ГЭС Сангоро     | Русловая ГЭС  | 21.2           | 2013          | 00°21′13″ ю. ш. 34°48′48″ в. д. |
| ГЭС Сонду-Мириу | Русловая ГЭС  | 60             | 2007          | 00°20′33″ ю. ш. 34°51′08″ в. д. |
| ГЭС Тана        | Водохранилище | 20             | 2010          | 00°47′08″ ю. ш. 37°15′55″ в. д. |
| ГЭС Турквел     | Водохранилище | 106            | 1991          | 01°55′00″ с. ш. 35°20′30″ в. д. |
| ГЭС Ванджи      | Водохранилище | 7.4            | 1952          | 00°44′58″ ю. ш. 37°10′29″ в. д. |
| ГЭС Сосиани     | Водохранилище | 0.4            | 1955          |                                 |

## Тепловые электростанции
| Электростанция    | Тип                     | Мощность (МВт]) | Вошла в строй                        | Географические координаты |
| ----------------- | ----------------------- | --------------- | ------------------------------------ | ------------------------- |
| ТЭС Кипеву 1      | Флотский мазут          | 63              |                                      | 4°02′ ю. ш. 39°38′ в. д.  |
| ТЭС Цаво          | Флотский мазут          | 75              | 2001                                 | 4°02′ ю. ш. 39°38′ в. д.  |
| ТЭС Найроби Южная | Флотский мазут          | 109             | 1997                                 | 1°17′ ю. ш. 36°49′ в. д.  |
| ТЭС Гульф         | Флотский мазут          | 80              |                                      | 1°17′ ю. ш. 36°49′ в. д.  |
| ТЭС Ламу          | Уголь                   | 960             | В разработке                         | 2°17′ ю. ш. 40°51′ в. д.  |
| ТЭС Биоджоуль     | Биогаз                  | 2.6             | 2015                                 | 0°42′ ю. ш. 36°26′ в. д.  |
| ТЭС Баринго       | Биогаз                  | 10.8            | 2015                                 | 0°31′ ю. ш. 35°45′ в. д.  |
| ТЭС Тика          | Флотский мазут          | 87              | 2012                                 | 03°56′ ю. ш. 39°40′ в. д. |
| ТЭС Рабаи         | Флотский мазут          | 90              | 2009                                 | 03°56′ ю. ш. 39°40′ в. д. |
| ТЭС Донго-Кунгу   | Сжиженный природный газ | 700             | Строительство отменено в 2016-м году | 04°04′ ю. ш. 39°37′ в. д. |

## Ветряные электростанции
| Электростанция                        | Мощность (МВт) | Ввод в строй    | Location                        | Состояние   |
| ------------------------------------- | -------------- | --------------- | ------------------------------- | ----------- |
| Ветряная электростанция Холмы Нгонг   | 25.5           | 1993            | 01°22′52″ с. ш. 36°38′08″ в. д. | В строю     |
| Ветряная электростанция Озеро Туркана | 300            | 2018            | 02°43′33″ с. ш. 36°48′06″ в. д. | В строю     |
| Ветряная электростанция Каджадо       | 100            | TBA             | 01°26′40″ ю. ш. 36°39′15″ в. д. | Планируется |
| Ветряная электростанция Меру          | 400            | 2017 (expected) | 00°19′47″ с. ш. 37°35′30″ в. д. | Планируется |
| Ветряная электростанция Ламу          | 90             | 2020 (expected) | 02°24′59″ ю. ш. 40°44′32″ в. д. | Планируется |

## Солнечные электростанции
| Электростанция | Округ   | Географические координаты       | Мощность (МВт) | Ввод в строй     | Владелец                              | Состояние   |
| -------------- | ------- | ------------------------------- | -------------- | ---------------- | ------------------------------------- | ----------- |
| СЭС Гарисса    | Гарисса | 00°18′58″ ю. ш. 39°41′53″ в. д. | 55             | 2017 (ожидаемый) | Kenya Rural Electrification Authority | Планируется |